# Краснопільський
Краснопі́льський — ботанічна пам'ятка природи місцевого значення в Україні. Розташована на території Дніпровського району Дніпропетровської області, на захід від села Дороге. 
Площа 80 га. Статус отриманий у 2014 році. Перебуває у віданні: Дніпровська райдержадміністрація. 
Статус присвоєно для збереження балки, яка є місцем зростання типових та рідкісних степових рослин.